# 江西總制
江西總制，為明朝正德年間設立的一個臨時總督（總制）職位。由陳金、俞諫相繼擔任總督。

## 概述
為鎮壓江西農民起事而設置。
- 正德六年，始置，轄區包括江西、南直隸、福建、廣東、湖廣等地。
- 正德八年，去除南直隸、廣東、湖廣的轄區。
- 正德十一年，因平定結束而罷免此職[2]。